# Jim Johnson (calciatore)
James Johnson, detto Jim (Stockton-on-Tees, 26 marzo 1923 – Stockton-on-Tees, maggio 1987), è stato un calciatore inglese, di ruolo attaccante.

## Caratteristiche tecniche
Era un centravanti.

## Carriera
Viene tesserato dallo York City nel 1943, prendendo parte ad alcuni dei tornei sostitutivi dei tradizionali campionati nazionali ed anche alla FA Cup 1945-1946, primo torneo disputato in Inghilterra dopo la fine della seconda guerra mondiale. Nel 1946, alla ripresa dei campionati, viene ceduto in prima divisione al Grimsby Town; fa il suo esordio con i Mariners nella prima giornata della First Division 1946-1947, il 31 agosto 1946 (sconfitta per 2-1 sul campo del Manchester Utd), giocando poi anche la seconda e la terza giornata, per poi stare diversi mesi senza scendere in campo, salvo poi giocare ulteriori 2 partite (per un totale stagionale di 5 presenze) nel prosieguo dell'annata: l'ultima presenza stagionale (nella quale segna anche la sua unica rete, peraltro decisiva per la vittoria per 2-1 dei bianconeri) arriva il 18 gennaio 1947, nel 2-1 ai danni dello Sheffield Utd della ventiseiesima giornata. Rimane in rosa anche nella stagione 1947-1948 (chiusa con un ultimo posto e quindi con una retrocessione in seconda divisione) senza però mai scendere in campo in campionato, e successivamente tra il 1948 ed il gennaio del 1951 continua a militare nel Grimsby Town, in seconda divisione, giocando però di fatto un'unica partita di campionato nell'arco di due stagioni e mezzo, fino a quando non viene ceduto in terza divisione al Carlisle Utd, club con la cui maglia nella seconda metà della stagione 1950-1951 gioca 8 partite senza mai segnare. Prosegue poi la carriera a livello semiprofessionistico con lo Stockton, club della sua città natale.